# Visoke Tatre
Visoke Tatre (slo. Vysoké Tatry, pol. Tatry Wysokie) su planinski lanac koji se prostire na granici Slovačke i Poljske nalaze se sjeverno od  Niskih Tatri od kojih ih dijeli dolina rijeke Váh. 
Glavni dio sa svim najvišim vrhovima planine nalaze se u Slovačkoj. Najviši vrh je Gerlachovský štít s 2655 metara nadmorske visine. Nalazi se tu i najviša točka Poljske, vrh Rysy. Mnoge rijetke i endemske životinje i biljne vrste žive na Visokim Tatrama. Velike životinje kao što su medvjed, ris, kuna, vuk i lisica žive na planini.
Područje je poznato po zimskim sportovima. Najveća skijališta su Štrbské Pleso, Starý Smokovec i Tatranská Lomnica u Slovačkoj i Zakopane u Poljskoj. 
Prvi europski prekogranični nacionalni park osnovan je ovdje Tatranský národný park u Slovačkoj 1948. i Tatrzański Park Narodowy u Poljskoj 1954.

## Vanjske poveznice
- Službena stranica Visokih Tatri

### Ostali projekti
|  | Zajednički poslužitelj ima još gradiva o temi Visoke Tatre |